# Internet
| Internet |
| --- |
| En visualisering av en del av Internet. - Betydelse – världens största datornätverk - Bakgrund – Arpanet, ett militärt datornätverk i USA - Applikationer – webben, e-post, Usenet m.fl. - Användning – strömmande media (t.ex videosamtal, pornografi, IPTV), nyheter (t.ex. webbtidning), grupparbete (t.ex. wiki), poddradio, blogg, sociala medier, e-handel, distansarbete |

Internet, från engelskan med betydelsen mellannätverk, är världens största datornätverk. Webben, e-post, fildelning, ip-tv och ip-telefoni är populära tjänster på internet. Internet sammanblandas ofta med webben, som är en internettjänst för att enkelt manövrera sig mellan webbsidor (samordnade i webbplatser) och andra filer som finns lagrade på särskilda servrar.
Internet är ett globalt nätverk som består av flera olika typer av sammankopplade fysiska nätverk. I hem och på arbetsplatser finns lokala nätverk (LAN), ofta baserade på Ethernet-teknologi och på trådlösa nätverk, som sammankopplar datorer, surfplattor och skrivare. Internetleverantörer tillhandahåller nationella och globala punkt-till-punkt-förbindelser (WAN), baserade på bredbandsteknologi såsom fiberkablar och mobiltelefonnätverk. De olika nätverken, såväl LAN- som WAN-förbindelser, sammankopplas med hjälp av routrar, som fungerar som internets knutpunkter. Exempelvis möjliggör en hemmarouter att flera datorer i samma hem kan dela på samma internetaccess. Internetoperatörernas nätverk sammankopplas i sin tur med andra internetoperatörers nätverk via större och kraftfullare routrar. Resultatet är en mängd sammanlänkade nätverk som låter alla uppkopplade enheter kommunicera med varandra över hela världen.
Internet möjliggör effektiv global kommunikation världen över och har förändrat människors sätt att umgås och konsumera media via sociala nätverk, och har underlättat distansarbete, distansstudier och e-lärande. Internet har gett upphov till nya e-handelsföretag och branscher, och slagit ut andra traditionella aktörer, men bidrog också till att IT-bubblan utvecklades och sprack vid millennieskiftet. För att bemöta piratkopiering av musik och film över internet, har nya streamingtjänster utvecklats sedan 2000-talet inleddes och slagit ut distributionsled. Webbtidningar och sociala medier har konkurrerat ut många traditionella medier, särskilt lokalpress, och minskat arbetsmarknaden för journalister. Sociala medier kan ha varit verktyg (men inte katalysator) för revolutioner som arabiska våren och av betydelse för en explosiv ökning av spridningen av fejknyheter och desinformation sedan 2000-talet. Sociala medier tros ha haft betydelse för valresultat, men det är diskutabelt om fejknyheter har haft det.

## Teknisk definition
En teknisk definition av begreppet internet (av engelskans mellannätverk) är sammankoppling av flera fysiska datornätverk, exempelvis olika lokala Ethernet-nätverk och nationella och globala punkt-till-punktförbindelser, med hjälp av särskilda datorenheter som kallas routrar. All kommunikation över internet sker med kommunikationsprotokollet Internet Protocol (IP). Internet liknar intranät (av engelskans inomnätverk), som är ett privat nätverk inom en organisation, och också baseras på IP-protokollet och annan internetteknologi. Förr fanns flera stora datornätverk som använde olika tekniker, där internet med stort I var det globala datornätverket som använder IP-protokollet, och internet med litet i var mellannätverk generellt, men efter millennieskiftet har konkurrenter till IP-protokollet, som DECnet, IPX och X.25, slutat att användas och därmed existerar i princip inga andra former av mellannätverk än internet och intranät. Sedan slutet av 2000-talets första decennium gör därför inte alla den språkliga distinktionen längre, utan allt fler skriver internet med liten initialbokstav oavsett vilken betydelse som avses.

## Historia

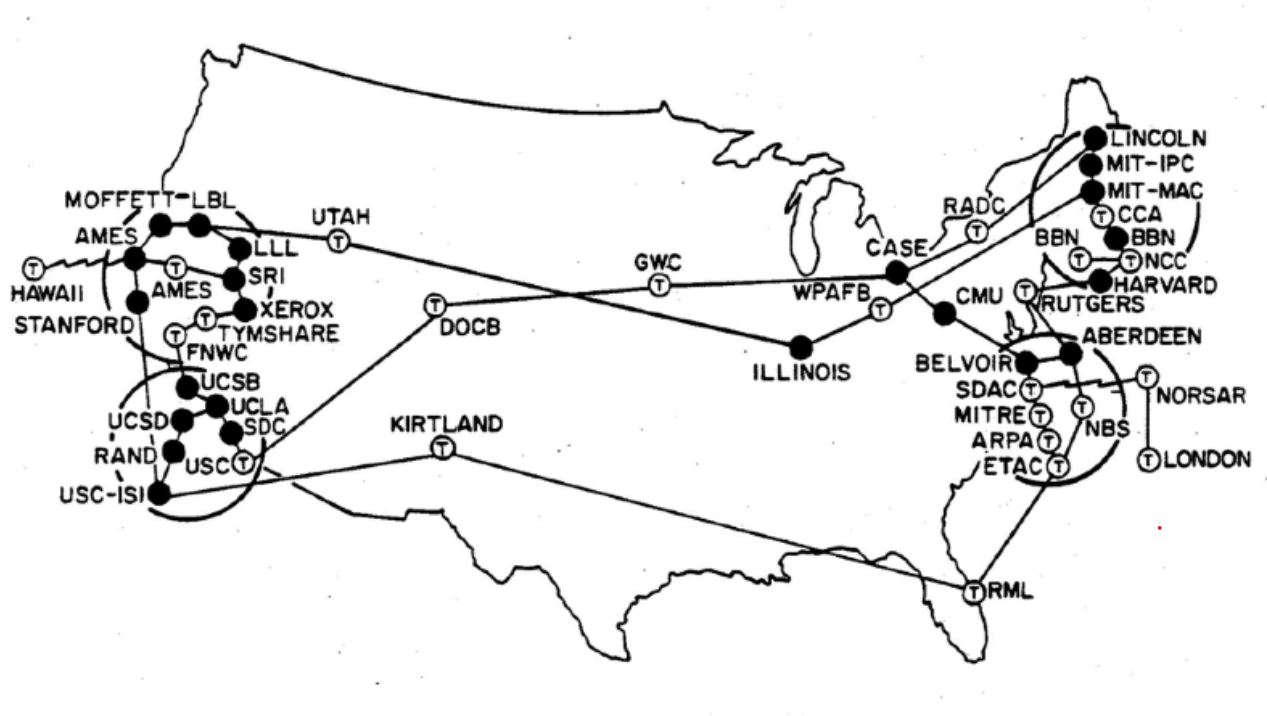
Karta över Arpanet i USA under 1970-talet.

Föregångaren till internet, ARPANET, utvecklades som ett militärt forskningsprojekt i USA, och uppkallades efter det amerikanska försvarets forskningsmyndighet Arpa som finansierade utvecklingen. Nätverket skilde sig från tidigare telenät, exempelvis telefonnätet, genom att det var paketförmedlande (stora filer och meddelanden delas upp i små datapaket som snabbt kunde överföras utan att man behövde invänta uppkoppling) i stället för kretskopplat. Paketen mellanlagrades i paketköer och vidarebefordrades av nätverksnoder som motsvarar dagens routrar och kallades Interface Message Processors (IMP). Den första IMP-noden färdigställdes av företaget BBN Technologies i augusti 1969. Arpanet designades tidigt med visionen att det skulle vara feltolerant (noderna skulle automatiskt försöka leda om trafiken en annan väg i nätverket om delar av nätet slogs ut, exempelvis i händelse av krig).
Det första meddelandet mellan människor över Arpanet överfördes den 29 oktober 1969 av Leonard Kleinrocks forskargrupp. Applikationsprotokollet FTP (File Transfer Protocol) för filöverföring färdigställdes 1971. Applikationsprotokollet Telnet (som emulerar textterminaler för fjärrtillgång till ett datorprogram på en serverdator från en virtuell terminal på en klientdator) färdigställdes 1973. Därmed var man inte begränsad av korta seriekablar mellan terminal och dator.
Under början av 1970-talet var det de amerikanska universiteten som drev på utvecklingen av det som skulle komma att bli internet. Under de efterföljande åren anslöt allt fler universitet, forskningsanstalter och laboratorier och internet kom att bli mer än bara en militär angelägenhet. Den första svenska motsvarigheten till Arpanet, TIDAS, utvecklades 1972 till 1975, och en svensk forskare som tidigt gjorde bidrag till utvecklingen av TIDAS och Arpanet var Torsten Cegrell. År 1973 hade sammanlagt 40 datorer kopplats upp i nätverket som började växa internationellt när ett norskt forskningscentrum, NORSAR, kopplade upp en dator mot Arpanet och samma år kopplade även Storbritannien upp sig.
Standarden Internet Protocol (IP), som beskriver hur varje datapaket förses med IP-adresser för att routrar ska kunna vidarebefordra meddelanden till rätt mottagare på Arpanet och internet, togs fram 1974. Protokollen IP, Internet Protocol, och TCP, Transmission Control Protocol (också det från 1974), utgör det som definierar vårt moderna internet.
Det första e-postmeddelandet hade överförts 1971. Olika e-postprotokoll utvecklades under 1970-talet, och ledde fram till protokollet SMTP 1981 som i dag används för all e-post över internet. Ett tidigt e-postprogram som fick stor spridning var Eudora från 1988. Applikationsprotokollet Network News Transfer Protocol (NNTP) för diskussionsforum färdigställdes 1986, och användes för Usenet news-forum som var vanligt tills modererade webbforum slog igenom kring millennieskiftet. Applikationsprotokollet Gopher från 1991 var ett menysystem för att hitta filer som var lagrade på olika servrar runt om i världen, och användes innan webben fick sitt genomslag.
Parallellt med dessa IP-baserade protokoll utvecklades konkurrerande paketförmedlande tekniker baserade på DECnet-standarden (som togs fram 1975), X.25-standarden (från 1976), Novells IPX-protokoll (introducerat 1983) och OSI-protokollstacken (1984), men internets så kallade TCP/IP-stack kom med tiden att vinna över dessa. Modembaserade icke paketförmedlade konkurrenter till internet var de kommersiella brittiska och franska Videotexsystemen på 1980-talet, som användes för företagsinformation och elektroniska telefonkataloger, samt BBS:er såsom Fidonet på 1980-talet och tidigt 1990-tal, som användes för e-post, diskussionsforum och fildelning mellan privatpersoner.
Genom att internet byggde på öppna standarder och öppen källkod, och att internets ryggradsnät fick allt större kapacitet och gjordes tillgängligt inte bara för försvaret och akademiska användare, utan även för kommersiella och privata användare, började antalet internetanvändare att stiga. Många studenter och anställda på stora företag fick e-postadresser redan vid slutet av 1980-talet.

### Webbens genomslag

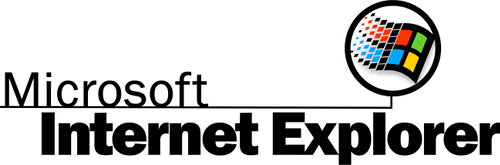
Internet Explorer fick stort genomslag under 1990-talet.

Avgörande för internets genomslag var också att år 1989 skapades standarderna HTML och HTTP av Tim Berners-Lee på CERN, och kunde på så sätt ta fram den första webbsidan den 6 augusti 1991. I augusti 1991 släppte Tim Berners-Lee sin nya webb-plattform globalt. Webben sammanband dokument på olika servrar till en global världsvid väv och förenklade användningen av internet – användaren behövde inte känna till vilka dokument som låg lagrade på vilken servrer, och servrarnas IP-adresser och dokumentens filnamn, utan kunde surfa fritt genom att klicka på hyperlänkar. Tidiga program för att läsa webbsidor var Lynx från 1992, Mosaic 1993, Netscape 1994 och Internet Explorer 1995. År 1995 kallas för the year of the web.
Användningen förenklades också när det blev enklare att installera den programvara som användaren behöver ha för att olika applikationsprogram ska kunna kommunicera med internet, kallad Berkeley sockets alternativt Winsock, och applikationsprogram såsom webbläsare och e-postprogram. Från början var dessa "tillägg" till operativsystemen som man behöver installera i datorn, men i och med de senare versionerna av Windows 95, Linux och Apple OS, så började det integreras i operativsystemen, vilket gjorde det enklare för privatpersoner och småföretag att ansluta sig till internet.
Sedan 1990-talets genombrott för internet hos allmänheten har de flesta företag och allt flera privatpersoner en egen webbsida (ibland kallad hemsida, blogg, eller liknande) på en webbplats (webbserver). Webben gick igenom en hajpkurva, och en tidig övertro på snabb lönsamhet av internet, IT (informationsteknik) och digital ekonomi ledde till en kraftig övervärdering av många nystartade IT-företag på 1990-talet (se IT-bubblan), följt av en ström av konkurser (IT-kraschen).

### Bredband
När internet slog igenom på allvar i Sverige under andra hälften av 1990-talet så var så kallat "dial-up" (att ringa upp en ISP, internetleverantör, med modem) det vanligaste sättet att ansluta sig till internet, och kostnaden var relativ till hur länge man var uppkopplad (med minutkostnad precis som ett vanligt telefonsamtal). I början av 2000-talet började bredbandsuppkopplingar slå igenom även utanför universitet och stora företag, där man dels fick fast uppkoppling i stället för uppringda förbindelser, dels kunde kommunicera med betydligt högre hastighet, dels oftast fick en fast månadsavgift (så kallat flat rate) möjligen en begränsad trafikpott, i stället för avgift per uppringd tid. Detta var ett viktigt paradigmskifte för att göra internet till den allmännyttiga bastjänst i samhället det har utvecklats till.

## Styrning
Internet ägs inte av någon enskild organisation. Styrningen av internet och dess infrastruktur är en komplex fråga. Kungliga Ingenjörsvetenskapsakademien har liknat den svenska digitala infrastrukturen med en lasagne med olika lager med flera olika aktörer på varje lager som alla samverkar. I botten finns den fysiska infrastrukturen med fiber och master som vanligtvis är byggda av kommuner, fiberföreningar och ibland operatörer. På nästa nivå återfinns kommunikationsoperatörer, de neutrala aktörer som hanterar överföring av datatrafik oavsett vilken internetleverantör ett företag eller hushåll använder sig av. I lagret ovanför finns internet- och mobiloperatörer, det vill säga företag som ser till att vi får tillgång till internet. I det översta lagret finns alla tjänster på nätet, alla företag och myndigheter som erbjuder internetanvändarna alla de nätbaserade tjänster som finns. Det innefattar allt ifrån mejlprogram på webben till appar på mobiler. Hur internet är uppbyggt och vem som bär ansvaret för de olika delarna skiljer sig oftast inte särskilt mycket mellan olika länder.
På internet finns mängder av aktörer med olika drivkrafter och intressen som vill vara med och bestämma hur internet ska fungera. Det handlar dels om teknik och infrastruktur – vem som ska bygga de olika delarna av internet och hur de ska organiseras. Det handlar om pengar – vilka som äger vad på internet och vilka som ska få tjäna pengar på det. Det handlar om innehåll – vem bestämmer över vad som får sägas och finnas på internet. Till exempel vill stora kommersiella företag vill tjäna pengar på internet medan totalitära stater å sin sida vill utöva kontroll över användarna och kanske begränsa yttrandefriheten på internet. Till följd av dessa olika intressen styrs internet genom en så kallad "multi-stakeholder"-modell. Denna flerpartsmodellen är en central del i hur internet fungerar.
Den generella synen är att allas intressen behöver balanseras för att internet ska fortsätta vara så öppet som möjligt och vara en plats där plats där människor kan kommunicera, sprida kultur och bedriva affärer. En av de viktigaste grundprinciperna som internet bygger på är end-to-end-principen. Det innebär att alla ska kunna skaffa en internetanslutning, koppla upp sin utrustning och kommunicera med vem som helst i hela världen utan att behöva be någon om lov.
Internationellt började arbetet med att hitta en gemensam syn på hur internet skulle regleras och styras år 2003 – nästan tio år efter att internet slagit igenom. Då bjöd FN in till World Summit on the Information Society (WSIS) för att diskutera internets styrning. Frågan om internets styrning hade tidigare främst handlat om vem som skulle bestämma över infrastrukturen som utgör internet, som IP-adresser och domäner. Men den nya formuleringen från FN innebar att internets utveckling skulle bestämmas genom en samsyn mellan regeringar, den privata sektorn och civilsamhället. Resultatet av WSIS blev att FN grundade Internet Governance Forum (IGF) som skulle bli det ledande organet för internets utveckling globalt.
Andra organisationer som arbetar med internets styrning är Internet Society (ISOC) som verkar för att internet ska vara en fri och öppen infrastruktur. Internet Architecture Board (IAB) är ett rådgivare till ISOC och arbetar bland annat med hur internet byggs och vilka protokoll som används. Internet Corporation for Assigned Names and Numbers (ICANN) ansvarar för fördelningen av IP-adresser, katalogisering av Internetstandarder och DNS rotzon, som pekar ut och hjälper användarna att hitta till toppdomäner. Public Technical Identifiers (PTI) är ett dotterbolag till ICANN och ansvarar för de operativa aspekterna av att samordna internets unika identifierare. PTI tillhandahåller och är ansvariga för driften av IANA-funktionen, Internet Assigned Numbers Authority. Varje organisation som administrerar en toppdomän, som till exempel Internetstiftelsen i Sverige ansvarar för .se och .nu, är ansvariga för att korrekta uppgifter registreras genom IANA-funktionen. Det finns också flera regionala organisationer som ansvarar för vissa delar av internets infrastruktur i olika områden i världen, till exempel den europeiska organisationen RIPE, som bland annat ansvarar för fördelningen av IP-nummer i Europa.
Grundprincipen med ett fritt internet utmanas ständigt. Exempelvis så har tidningshus och mediebolag velat förbjuda sökmotorer från att lägga upp utdrag av artiklar i sökresultaten, eftersom sökmotorn då kan tjäna annonspengar på att publicera sådant som tidningarna skapar. Detta lagförslag ledde efter tre års förhandlingar till i EU till det omdebatterade Upphovsrättsdirektivet 2019.

### Påverkan av internets stabilitet
Om någon skulle vilja förstöra eller stänga av hela internet kan vederbörande inte slå ut alla kommunikationsmöjligheter utan på sin höjd påverka en mindre del. Sådana försök sker ibland och det kan till exempel handla om att kriminella gör en specifik webbplats oåtkomlig för besökare. Då kan de utföra en så kallad överbelastningsattack där de skickar så mycket trafik till webbplatsen att den inte kan ta emot några besökare. En sådan attack påverkar då alla som vill besöka webbplatsen, men resten av internet fungerar fortfarande som vanligt. Det kan också hända också att enskilda internetoperatörer drabbas av driftstörningar. Då påverkas deras kunder, men resten av internet förblir opåverkat.
Det har även skett försök att påverka eller ta ner de två oumbärliga internetsystem BGP och DNS vilket då skapat tillfälliga avbrott eller trafikproblem på internet. BGP är ett av internets äldsta protokoll och har visat sig vara sårbart. Eftersom BGP och DNS är kända som kritiska funktioner på internet så övervakas de noggrant. Det gör att avvikelser upptäcks och korrigeras snabbt.

## Uppbyggnad och teknik

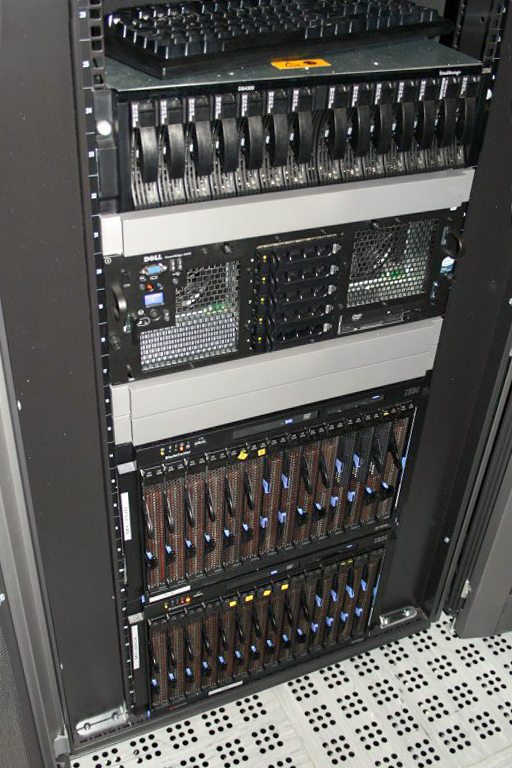
Webbserver från 2006.

Internet består av många sammankopplade fysiska datornätverk, som baserat på geografisk storlek kan kategoriseras som
- lokala nätverk (Local Area Network, LAN) inom en fastighet eller ett kvarter,
- stadsnät (metropolitan area network, MAN)
- Wide Area Network (WAN) bestående av nationella och globala punkt-till-punkt-förbindelser

Dessa fysiska nätverk kopplas samman i knutpunkter, så kallade routrar.
Baserat på ägare kan nätverken bland annat kategoriseras som: 
- Leverantörsnätverk som ansluter betalande kunder
- Privata nätverk och Intranät, exempelvis 
  - Fastighetsnätverk inom ett hem
  - Universitetsnätverk
  - Företagsnätverk som sammanbinder ett företags datorer

En internetleverantör tillhandahåller en internetuppkoppling eller internetaccess till användaren fastighet, som kan ha ett privat fastighetsnätverk. Leverantörsnätverken kan delas upp i infrastruktur enligt följande:
- accessnätverk (närliggande nätverk)
- områdesnätverk (ofta ett stadsnät)
- nationella och globala stamnät med mycket hög överföringskapacitet

### Accesstekniker
I slutet av 1980-talet fick universitet fast internetaccess, och under 1990-talet anslöt även större företag, via radio-länk och hyrda fiberkablar. År 1995 kallas "the year of the web", då internetaccess blev vanligt även bland privatpersoner och mindre företag. Fram till slutet av 1990-talet var det vanligaste sättet att koppla upp hushåll att använda telefonmodem och uppkopplad förbindelse via det analoga telefonnätet, som möjliggör hastigheter upp till 56000 bit per sekund. Ibland användes även det digitala telefonnätet ISDN, som möjliggör hastigheter upp till 128000 bit per sekund. I båda dessa smalbandiga och uppkopplade tekniker förmedlas kommunikationen av telefonnätets accessnät, växlar och stamnät, fram till internetleverantörens modempool.
Sedan slutet av 1990-talet har smalbandiga accesstekniker kommit att ersättas av olika bredbandsaccesstekniker även till privatpersoner. Enskilda hem ansluts ofta genom kabel-TV-nät (kabelmodem), eller via ADSL-modem och analoga telefonnätets kablar. Kommunikationen förmedlas i det senare fallet av kablarna i telefonnätets accessnät, men inte av telefonväxlarna. En ASL-modempool finns telefonstationsbyggnaden, och står i förbindelse med internet via ett fiberstomnät. Strax efter millennieskiftet blev det även vanligare med mobilt bredband för internetaccess via mobila nätverk. Publika trådlösa nätverk förekommer på hotell, caféer och tåg.
I synnerhet i Sverige blev det vid sekelskiftet vanligt med fiberbaserade områdesnät till Ethernetväxlar i källare på flerfamiljshus. Tvinnad parkabel avsedd för Ethernet limmades upp i trapphus från växeln till lägenheterna. En person som kom att symbolisera den framgångsrika lobbyismen för politiska satsningar på bredbandsinfrastruktur var Jonas Birgersson, "bredbands-Jesus". Bostadsföretaget HSB tecknade tidigt avtal med Bredbandsbolaget om bredbandsaccess till varje lägenhet. Tack vare att fiberområdesnäten hade byggts ut tidigt blev det vanligt i Sverige med fiber-to-the-home (FTTH) till radhus och villor vid mitten av 2000-talets första decennium.

### Protokoll
Den mesta av trafiken på internet använder protokollen i TCP/IP-protokollstacken, bland annat med IP version 4 (IPv4). Eftersom det snart börjar bli ont om IP-adresser har en ny version av IP, version 6, börjat användas. IPv4 hade tillräckligt många bitar för 232 (cirka 4,3 miljarder) adresser, medan IPv6 ger tillgång till 2128 (cirka 340 sextiljoner) stycken. (På grund av tekniska faktorer och skalningsproblem är det faktiska antalet maskiner som kan ha unika adresser i båda fallen betydligt mindre. Dock kan många datorer dela på samma adress i IPv4 genom en teknik som kallas NAT.)
IPv6 har även flera andra fördelar. Bland dessa märks förbättrat stöd för trafikprioritering och mobilt IP. Vid kommunikation med en mobil nod (som en dator eller router kallas med IPv6-terminologi) kan trafiken skickas direkt till mottagaren utan att behöva ta vägen via hemmanoden, vilket är fallet med IPv4. Genom stateless autoconfiguration ges möjlighet till plug'n'play för nätverk; ett nätverksprefix som ges av routern kombineras automatiskt med ett suffix som byggs upp av länklageradressen, vilket när det gäller Ethernet är MAC-adressen. Till skillnad från temporära adresser som delas ut via DHCP resulterar det i samma adress varje gång.
Internet Society, även kallad ISOC, är den organisation som kommer närmast att vara ”den som bestämmer över internet”. Den är paraplyorganisation för bland annat IETF, som beslutar om tekniska standarder för internet.

## Versalisering och etymologi
Ordet internet har bildats av orden inter (latin för "mellan") och net (engelska för "nät"). Internet var från början ett egennamn, men är numera ett etablerat substantiv Det är ett oböjligt substantiv, till skillnad från till exempel ordet intranät.
Eftersom det inte längre är ett egennamn förordas gemen begynnelsebokstav av flera språkvårdare och uppslagsböcker i Sverige till exempel Svenska datatermgruppen, Språkrådet, TT Nyhetsbyrån (tidigare Tidningarnas Telegrambyrå), SAOL:s nätupplaga och Nationalencyklopedin. Chicago Manual of Style rekommenderar liten bokstav även i engelska.

## Tillämpningar

### Webben
World Wide Web, WWW eller webben är en av de tillämpningar av internet som fått störst spridning. Det uppfanns 1989 av Tim Berners-Lee som arbetade på forskningscentrumet CERN i Schweiz. Hans uppfinning består egentligen av tre delar. Den första delen är datorspråket HTML, HyperText Markup Language, som alla webbsidor byggs med. HTML medför att webbläsare kan tolka vad som är en rubrik, ett textstycke, en bild, en länk och så vidare. Den andra delen av hans uppfinning är webbläsare som visar själva webbsidorna. Den tredje delen är HTTP-protokollet, Hypertext Transfer Protocol. Ett protokoll är ett regelverk för att två datorer ska kunna förstå varandra och just HTTP-protokollet bestämmer hur innehåll på webben ska överföras, så att webbservrar och webbläsare kan förstå varandra.
Världens första webbsida skapades den 20 december 1990 och var en guide till hur man startar sin egen server och hur man använder webben. Till en början var guiden bara tillgänglig inom CERN, men ett knappt år senare, i augusti 1991, gjordes sidan offentligt tillgänglig för hela världen.
Genom webben kan man använda tjänster som forum, nätgemenskaper, bloggar, e-handel och wikier. WWW var det som gjorde internet populärt bland allmänheten. Innan WWW fick genomslag var internet något som användes mest på universitet och lite på större företag, och rätt okänt i media. En anledning till genomslaget var att Tim Berners-Lees webbläsare var gratis och skapad med öppen källkod vilket banade väg för att webben växte snabbt. När Mosaic, den första webbläsaren som vände sig till privatpersoner, lanserades 1993 var även den byggd på samma filosofi och kod.
Ingen vet längre hur stor webben är. Webbsidorna som kan hittas genom vanliga sökmotorer är bara en liten del av webben. Denna publika del av webben kallas The Surface Web eller "ytwebben". Under den finns The Deep web eller ”djupwebben” där ligger alla webbsidor som kräver en inloggning. På ytterligare en djupare nivå ligger Darknet som är ökänd för att vara den del av webben som förknippas med olika olagliga aktiviteter och affärer. Att ta sig in på Darknet kräver både specialkunskap och ett aktivt beslut.

#### Webbläsare
World Wide Web används med en webbläsare som klientprogram. På 1990-talet dominerade Netscape, men när Microsoft utvecklade sin webbläsare Internet Explorer till en grundkomponent i sitt operativsystem Microsoft Windows tog den över den större delen av webbläsarmarknaden och utvecklades därför snabbt till den mest använda. I början av 2000-talet blev andra alternativ populära, som Firefox och Opera.
Inom Mac-familjen används främst läsaren Safari. Under Linux och andra Unixliknande operativsystem är Firefox den dominerande webbläsaren. På senare tid[när?] har även Googles läsare Chrome blivit väldigt populärt för både Windows- och Macanvändare.

### Elektronisk post
E-post är den äldsta tillämpningen på internet (Arpanet 1971). Man skickar envägsmeddelanden, som lagras hos mottagaren och läses när denne har sitt e-postprogram aktivt. Ursprungligen kunde endast textmeddelanden sändas, senare har möjligheten att skicka bilagor i form av filer, inklusive HTML-dokument, lagts till.

#### Spam
Spam är en vanlig benämning för skräppost via internet. Vissa företag har specialiserat sig på att göra massutskick till privatpersoners e-postadresser i syfta att sälja produkter eller tjänster. Vissa försöker även skicka ut spam för att lura folk på pengar eller personuppgifter. Olika e-postföretag har därför infört olika filter för att filtrera bort förmodad skräppost, men dessa filter har inte full precision och mycket skräppost lyckas ta sig in ändå. Sändarna har ansträngt sig att finna kryphål i filtren. Exempelvis spärr mot avsändare kringgås med förfalskade avsändaradresser som byts ofta. Spärr mot ord som "Köp vår produkt" kringgås med medvetna stavfel i stil med "Kõp vâr pródùkt". Vissa skräppostmeddelanden innehåller en trojansk häst eller virus som kan smitta den dator som öppnar meddelandet.
Ordet spam är ursprungligen en benämning på en billig köttkonserv (teleskopord av spiced ham). Ordet blev känt i en av Monty Pythons sketcher, där ett par var på en restaurang där allt som erbjöds var spam, spam och åter spam i olika kombinationer. Därav kommer den nutida betydelsen, något oönskat som kommer i stora mängder.

### Tvåvägskommunikation
Internet är lämpligt för tvåvägskommunikation mellan flera användare. Snabbmeddelanden och chatt är typer av tjänster för kommunikation i realtid.
Det finns ett flertal vanliga nätverksprotokoll för snabbmeddelanden i textform, däribland Google Talk, AOL Instant Messenger, Gadu-Gadu, ICQ, Jabber, MSN Messenger och Yahoo Messenger. I program för snabbmeddelanden finns en kontaktlista där användaren kan lägga in andra användare och sedan se vilka som för tillfället är tillgängliga för meddelanden. Det är också vanligt att det dessutom finns stöd för direkta samtal med mikrofon och webbkamera. Detta upplägg introducerades med ICQ 1996.
Snabbmeddelanden är ett mycket populärt kommunikationssätt bland ungdomar och bland många är det lika självklart att prata med sina vänner över MSN som det är att prata i telefon.
Ett annat upplägg är det som används av IRC-klienter där fokus inte ligger på en kontaktlista, utan på chattkanaler dit användaren kan ansluta sig och skriva meddelanden till alla användare i samma kanal. Detta upplägg är äldre än det som används för snabbmeddelanden.
Jabber, eller XMPP (Extensible Messaging and Presence Protocol) som protokollet egentligen heter, är ett relativt nytt protokoll för chatt, snabbmeddelanden och IP-telefoni. Det är det protokoll som används av bland annat Google Talk. XMPP är standardiserat av IETF, den organisation som står bakom exempelvis IP, SMTP (e-post) och HTTP (WWW). Därmed är det ett öppet protokoll, vilket innebär att vem som helst fritt kan ladda ner specifikationerna. Protokollet har även flera tekniska fördelar, av vilka den främsta är att det är distribuerat. I stället för att ett fåtal centrala servrar används kan vem som helst sätta upp en XMPP-server. Ingen av dem har en särställning, men de kan hitta varandra genom DNS och kommunicera, precis som när det gäller e-post. Många XMPP-servrar (dock inte Google Talk) använder sig av så kallade transports för att erbjuda användare tillgång till andra chattnätverk. Användaren kan då förse servern med sina lösenord för till exempel ICQ och MSN och därefter låta den vara inloggad på dessa nätverk, och se sina kontakter där som XMPP-kontakter.
Röstkommunikation i realtid är möjligt, vilket kan ge mycket billiga alternativ till internationella telefonsamtal. Exempel på applikationer är Skype.
Det finns också möjlighet till bildkommunikation i realtid, något som oftast är tänkt för affärsmöten, något som ofta kombineras med telefon, eller så kan ljud överföras också, dock med sämre prestanda. Exempel på applikationer är Microsoft Live Meeting.

### Spel

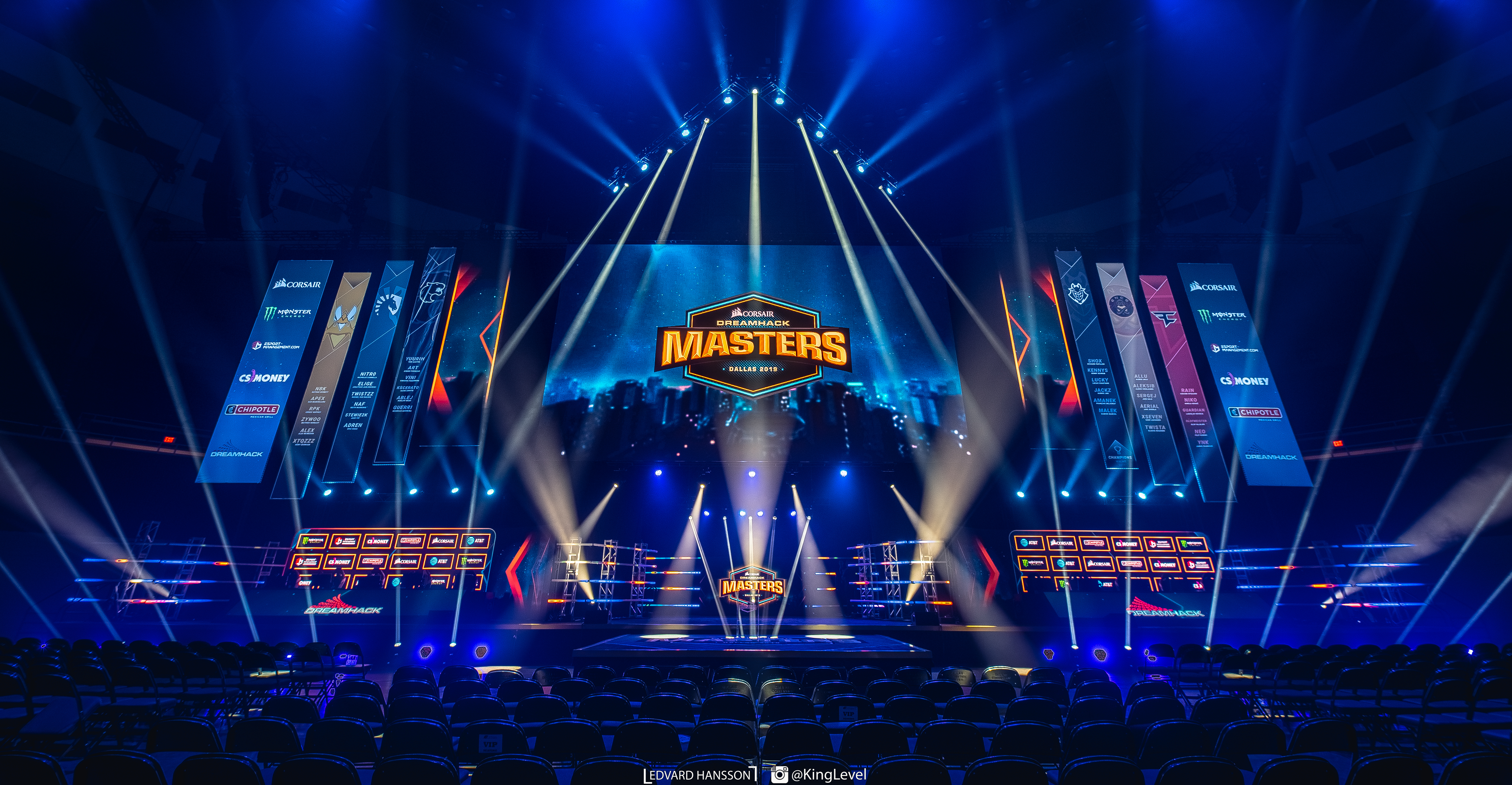
Dreamhack är ett svensk lan-initiativ och e-sportsturnering där onlinespel är vanligt.

Ett populärt område beträffande användning av internet på fritiden är att spela i flerspelarläge, några av de mest populära är Counter-Strike, Minecraft eller World of Warcraft.

### Fildelning
Internet har också inneburit att man kan sprida media på ett nytt sätt. Ljud, filmer, bilder, spel och annan data kan skickas mellan användare.

#### Upphovsrättsfrågan
Fildelningen har fått upphovsrättsaktivister upprörda då det i dag[när?] går enkelt för alla att tillskansa sig en kopia av det musikalbum som man vill lyssna på. Många menar att internet och snabb uppkoppling kommer att bli döden för upphovsrätten som den är utformad i dag[när?].
Från filmbolagshåll kom anklagelser om brott mot upphovsrätten. Speltillverkare och musikbranschen följde snart efter. Därför startades 2001 Svenska antipiratbyrån med målet att motverka piratkopiering. De har fått stöd av myndigheter och lyckats få ett par fildelare dömda för upphovsrättsbrott. Kritiker menar att de bryter mot PUL, Personuppgiftslagen, när de gör sina undersökningar och lagrar IP-adresser i databaser.
Som en respons på upphovsrättsaktivisternas ökade aktiviteter för att hindra piratkopieringen på internet, skapades Piratbyrån. Piratbyrån stöder fildelarna.
För att stävja olaglig nerladdning av till exempel musik har vissa artister och skivbolag ordnat webbplatser där man kan betala för de låtar man laddar ner. Genom så kallad Digital Rights Management begränsas användarens möjligheter att sprida filen vidare kraftigt. En stor nätbutik för musik och film är Apples iTunes Music Store som når en stor marknad bland annat tack vare de populära mp3-spelarna. DRM kritiseras dock ofta då begränsningarna oftast är väldigt stora, bland annat genom att bara tillåta att några få datorer får använda licensen.

### Strömmande media
Internet kan användas för att överföra ljud och bilder, bland annat i så kallad webbradio och webb-TV. Till exempel har Sveriges Television och BBC de flesta av sina egenproducerade program på sin webbplats. De flesta sådana tjänster använder en teknik som kallas streaming (strömning) vilket betyder att filen inte behöver laddas ner i sin helhet innan den börjar spelas upp. En metod för att publicera ljudfiler eller film via internet kallas poddradio.

### Pornografi
Pornografi har gynnats av framkomsten av Internet, och konsumtionen av pornografi – i första hand som bilder eller filmer – har sedan 1990-talet successivt migrerat till Internet. Internet anses ge tre viktiga fördelar för konsumenten av pornografi, på engelska förkortat som de tre A:na. Dessa är Access (tillgång), Affordability (lågpris) och Anonymity (anonymitet). Internet står för ständig tillgång till det som annars måste inhandlas från fysiska butiker med osäker tillgång till önskat material, priset är ofta mycket lägre än vid motsvarande fysiska varuinköp (ytterligare förstärkt genom 2000-talets utveckling av gratissajter som Pornhub och XVideos), och både inköp och konsumtion av ett ofta kontroversiellt material kan göras utan att konsumenten behöver skylta med det hela.
Bland webbsökningar är termer omkring sex och pornografi bland de vanligaste. Olika bedömningar anger att någonstans mellan 5 och 15 procent av trafiken eller datamängden på Internet består av pornografi av något slag. Marknadsföring för att nå nya konsumenter har åtminstone tidigare i många fall använt spam eller popup-reklam.
Hanteringen av pornografiskt material i offentliga miljöer förutsätts ske diskret, och ibland används den engelska förkortningen NSFW (not safe for work – 'inte säkert för arbetet') om material som man inte bör skylta med på sin arbetsplats. Stora sociala medier som Instagram och Facebook har regler som begränsar det sexuella innehållet, medan exempelvis Twitter har mycket lite censur och bortfiltrering av sexuellt material. Begreppet NSFW uppkom strax efter millennieskiftet, i en miljö med många Internetuppkopplade arbetsdatorer, och förkortningen har i första hand förknippats med hanteringen av sexuellt explicit innehåll. Även sökmotorer som Google kan ställas in så de filtrerar bort sexuellt material, vilket anses förstärka en allmän syn på sex och sexualitet som något farligt.
Sedan 1990-talet har tillgången till Internet blivit mer utbredd, med spridningen av smartmobiler och surfplattor till större delen av befolkningen i allt fler länder. Den ökande tillgången till pornografiskt material har ofta parats med en ökad vaksamhet kring hur detta ska hanteras, vilket på många håll lett till allt fler regleringar av Internet.

### Andra vanliga internettjänster
- File Transfer Protocol
- SSH

## Ekonomiskt perspektiv
Internet är en viktig faktor i världens ekonomi och ett viktigt massmedium för nyheter, underhållning, handel, utbildning och marknadsföring. Internet har även möjliggjort fler sätt att shoppa – till exempel kan man beställa en fysisk vara och få den skickad hem som post inom ett par dagar vilket i princip blivit en nystart för postorder. Kommersiella webbplatser ska enligt standard ha toppdomänen .com om de inte har en landsdomän som .se, men gränserna har luckrats upp.
En del av den ekonomiska verksamheten på internet är oseriös och ibland olaglig, däribland spam, phishing och olika former av bedrägeri. Pornografi har utgjort en stor del av de kommersiella tjänsterna på internet, se internetporr. Det beror på att sådant är svårt att få ut i andra medier.
Flera användningsområden på internet domineras av amerikanska företag med global räckvidd (precis som inom mjukvarubranschen). Målsättningen är en monopolsituation, eftersom företaget med monopol maximerar vinsten(se monopol eller oligopol). Ett exempel är Google som lanserade en ny sökmotor, och konkurrerade ut Altavista som den dominerande siten för sökning. Därefter utvecklades reklamtjänsten som visar sökordsbaserad reklam för Googleanvändaren. Microsoft med avdelningen Microsoft Network är en stor aktör inom söktjänster (Bing), e-post (Hotmail) och direktmeddelanden (MSN Messenger). eBay och Amazon.com är stora inom handeln på internet.
Många tjänster på internet finansieras med reklam och användaren betalar då genom att välja att utsätta sig för reklamen. Se även internetreklam, internetleverantör, internetuppkoppling, it-bubblan och E-handel.

## Miljöpåverkan
Internet har stor påverkan på miljön. 2009 förbrukade internetrelaterad verksamhet 5 procent av världens energiåtgång, inklusive datornätverk, datacenter och mobila nätverk. Professor Erik Agrell ansåg 2019 att internet riskerar att sluka all världens elproduktion om tio år. Youtube är ett av dataföretagen som erkänt att internet orsakar miljöproblem.

## Mänskliga rättigheter
Sedan slutet av 2010-talet anser Förenta nationerna att tillgång till internet är att räkna som en mänsklig rättighet. Regeringar får inte hindra sina invånare från att använda internet och alla ska ha rätt att kunna komma åt information och uttrycka sig via nätet. Ryssland, Kina, Saudiarabien och Sydafrika var emot tillägget om internet i FN:s deklaration. Friheten på internet gör att totalitära stater ibland försöker begränsa invånarnas tillgång till information och tjänster. Detta sker bland annat genom censur, övervakning och repression, där lagar justeras så att aktiviteter på internet plötsligt blir mer olagligt än det tidigare varit. Kina är det land i världen som har flest internetanvändare. Internet i Kina är statligt kontrollerat och innehåll såväl som tillgången till olika tjänster styrs av regeringen.